# Bufotoxine

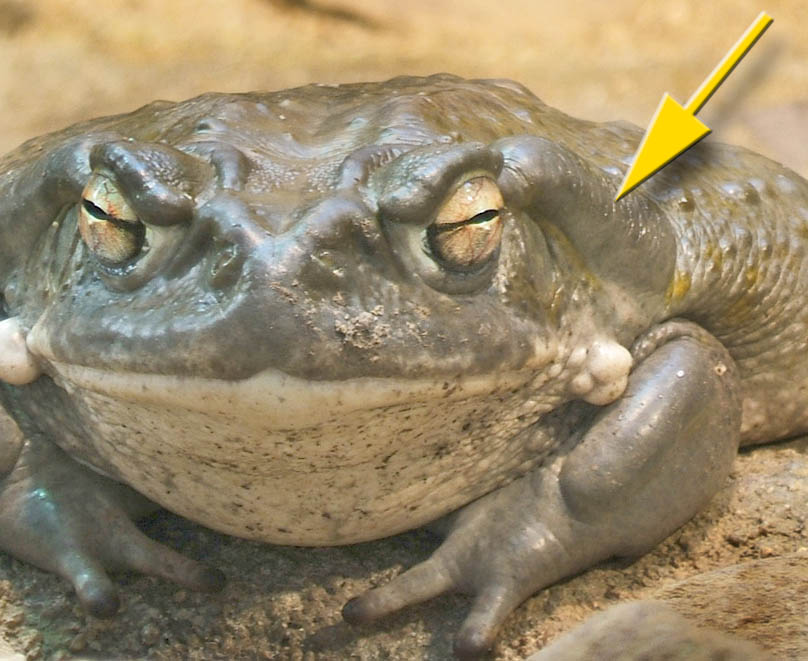
Parotide von Bufo alvarius

Bufotoxine sind eine Gruppe chemisch nicht verwandter Toxine, die von Kröten der Gattung Bufo gebildet werden.

## Eigenschaften
Bufotoxine kommen in den Parotiden, der Haut und dem milchigen Sekret der Kröten vor. Sie dienen der Abschreckung von Fressfeinden. Die Zusammensetzung variiert zwischen den Arten. Das abgesonderte Gift enthält unter anderem 5-MeO-DMT, Bufadienolide wie  Bufagine, Bufalin, Bufotalin,  Bufothionin, und Epinephrin, Norepinephrin und Serotonin.
Bufotoxine werden unter anderem von Bufo alvarius, Bufo americanus, Bufo arenarum, Bufo asper, Bufo blombergi, Bufo boreas, Bufo soplo, Bufo bufo gargarizans, Bufo formosus, Bufo fowleri, Bufo marinus, Bufo melanostictus, Bufo peltocephalus, Bufo quercicus, Bufo regularis, Bufo valliceps, Bufo viridis und Bufo vulgaris gebildet.

## Geschichte
Ein Pulver aus der Haut von Kröten mit Bufotoxinen wurden in der traditionellen chinesischen Medizin wegen ihres Gehaltes an Bufadienoliden mit Digitalis-artiger Wirkung unter der Bezeichnung chansu, 蟾酥, verwendet. Das getrocknete Sekret wurde rituell im Voodoo verwendet.